# ناحیه کولفاکس، شهرستان شمپین، ایلینوی
ناحیه کولفاکس، شهرستان شمپین، ایلینوی (به انگلیسی: Colfax Township) یک منطقهٔ مسکونی در ایالات متحده آمریکا است که در شهرستان شمپین، ایلینوی واقع شده‌است. ناحیه کولفاکس ۲۶۶ نفر جمعیت دارد و ۲۱۰ متر بالاتر از سطح دریا واقع شده‌است.